# 埃普芬巴赫
埃普芬巴赫是德国巴登-符腾堡州的一个市镇。总面积12.97平方公里，总人口2488人，其中男性1273人，女性1215人（2011年12月31日），人口密度192人/平方公里。